# 赤田和城
赤田和城（あかんたわじょう）は、愛知県岡崎市にあった中世の日本の城（山城）。

## 概要
「阿弥陀寺精霊簿」に赤和田城の記述があり、間部筑前守藤原詮清（初代城主）、間部少輔政清らが城主となっている。正確な所在地は不明であるが、現在の岡崎市小久田町字門田の山麓に存在したと推定されている。